# Марченко Анатолій Дмитрович
Анатолій Дмитрович Марченко (? — ?) — український радянський діяч, новатор сільськогосподарського виробництва, директор радгоспу «Бешівський» Старобешівського району Донецької області. Член ЦК КПУ в лютому 1976 — лютому 1981 року.

## Біографія
Член КПРС з 1963 року.
На 1973—1977 роки — директор радгоспу «Бешівський» села Новозар'ївка Старобешівського району Донецької області.

## Нагороди
- орден Леніна
- ордени
- медалі